# Dennis Gassner
Dennis Gassner (Vancouver, 22 oktober 1948) is een Canadese production designer. Hij is vooral bekend van zijn samenwerkingen met de regisseurs Joel en Ethan Coen en Sam Mendes, en sinds 2008 als de production designer van verscheidene James Bondfilms. In 1992 won hij een Oscar voor het ontwerpen van de misdaadfilm Bugsy (1991).

## Carrière
Dennis Gassner werd in 1948 geboren in de Canadese stad Vancouver. Hij studeerde aan de Universiteit van Oregon en was een succesvolle linebacker tijdens zijn studiejaren. Hij kreeg zelfs de kans om testen af te leggen bij de Los Angeles Rams, maar besloot zijn studies in grafisch ontwerp verder te zetten. Eind jaren 1970 ging hij als grafisch ontwerper aan de slag in de Amerikaanse filmindustrie. Hij werd gedurende vijf jaar een werknemer van American Zoetrope, het productiebedrijf van regisseur Francis Ford Coppola. Hij was er de assistent van production designer Dean Tavoularis en werkte zo mee aan films als Apocalypse Now (1979) en One from the Heart (1981).
Midden jaren 1980 werd Gassner zelf production designer. De eerste film waarvoor hij de sets ontwierp was de horrorthriller The Hitcher (1986) van regisseur Robert Harmon. In de daaropvolgende decennia ontwierp hij ook films als Earth Girls Are Easy (1988) en Field of Dreams (1989).
Begin jaren 1990 werkte Gassner voor het eerst samen met Joel en Ethan Coen. Voor de broers ontwierp hij onder meer Miller's Crossing (1990), Barton Fink (1991) en O Brother, Where Art Thou? (2000). In 1992 won hij een Oscar voor het ontwerpen van de misdaadfilm Bugsy (1991) van regisseur Barry Levinson. Datzelfde jaar was hij ook genomineerd voor Barton Fink. Na de eeuwwisseling werd hij door EON Productions in dienst genomen om mee te werken aan de James Bondfranchise. Zijn eerste Bondfilm was Quantum of Solace (2008).

## Prijzen en nominaties
De volgende prijzen en nominaties zijn telkens van toepassing op de categorie 'beste productieontwerp'.
| Prijs         | Film                              | Uitslag     |
| ------------- | --------------------------------- | ----------- |
| Academy Award | Barton Fink (1991)                | Genomineerd |
| Academy Award | Bugsy (1991)                      | Gewonnen    |
| Academy Award | Road to Perdition (2002)          | Genomineerd |
| Academy Award | The Golden Compass (2007)         | Genomineerd |
| Academy Award | Into the Woods (2014)             | Genomineerd |
| Academy Award | Blade Runner 2049 (2017)          | Genomineerd |
| BAFTA         | The Truman Show (1998)            | Gewonnen    |
| BAFTA         | O Brother, Where Art Thou? (2000) | Genomineerd |
| BAFTA         | Road to Perdition (2002)          | Gewonnen    |
| BAFTA         | Big Fish (2003)                   | Genomineerd |
| BAFTA         | Skyfall (2012)                    | Genomineerd |
| BAFTA         | Blade Runner 2049 (2017)          | Genomineerd |

## Filmografie
Als production designer
| - The Hitcher (1986) - Wisdom (1986) - In the Mood (1987) - Like Father Like Son (1987) - Earth Girls Are Easy (1988) - Field of Dreams (1989) - The Grifters (1990) - Miller's Crossing (1990) - Barton Fink (1991) - Bugsy (1991) - Hero (1992) - The Hudsucker Proxy (1994) - Waterworld (1995) - The Truman Show (1998) - O Brother, Where Art Thou? (2000) |  | - The Man Who Wasn't There (2001) - Road to Perdition (2002) - Big Fish (2003) - The Ladykillers (2004) - Jarhead (2005) - Ask the Dust (2006) - The Golden Compass (2007) - Quantum of Solace (2008) - Skyfall (2012) - Into the Woods (2014) - Spectre (2015) - Spider-Man: Homecoming (2017) - Blade Runner 2049 (2017) - 1917 (2019) |